# Marcianus (usurpator)
Marcianus of  Marcianus de jongere (fl. 469-484) was de zoon van West-Romeinse keizer Anthemius en de kleinzoon van keizer Marcianus. Hij was getrouwd met de dochter van de Oost-Romeinse keizer Leo I, Leontia.

## Intriges
De opvolging in het Oost-Romeinse Rijk was voorzien voor Leo II, de zoon van zijn schoonzus Ariadne. Maar als Leo II sterft in hetzelfde jaar (474) van zijn troonbestijging, brandt er een opvolgingstrijd los. Er heerste een enorme wrok tegen de "barbaar" Tarasicodissa, man van Ariadne en nu omgedoopt tot keizer Zeno van Byzantium. De moeder van Leontia, Verina spoorde haar broer Basiliscus aan als nieuwe keizer (475-476). Na een jaar moest hij wegens wanbeheer afdruipen. Na een poging om Illus de raadgever van keizer Zeno te vermoorden, werd zij naar een klooster verbannen.
Een tweede poging om Zeno van de troon te stoten was via haar andere dochter Leontia en haar man Marcianus. Met steun van zijn twee broers deed hij in 479 een poging tot staatsgreep. Het niet wachten op de troepen van Theodorik Strabo leidde ertoe dat de staatsgreep mislukte en Marcianus werd gevangengezet.
In 484 slaagde Verina, de raadgever van Zeno, Illus om te kopen en nieuwe poging te ondernemen om Zeno van de troon te stoten. Illus stelde aanvankelijk Marcianus aan als zijn tegenkeizer, maar verving hem kort later door een zekere Leontios I. Marcianus werd naar Rome gezonden om Odoacer om hulp tegen Zeno te vragen. Hierna speelt Marcianus geen rol meer, vermoedelijk trok hij zich in Rome terug uit het publieke leven.